# 波雷塔泰尔梅
波雷塔泰尔梅是意大利艾米利亚-罗马涅大区博洛尼亚省的一个镇。
波雷塔泰尔梅是冬季运动胜地。